# Berkshire Conference of Women Historians
Die Berkshire Conference of Women Historians ist eine 1930 gegründete US-amerikanische Organisation für Historikerinnen, die den Status von Frauen in ihrem Beruf und die Freundschaft zwischen Historikerinnen, unabhängig von ihrer historischen Disziplin, fördern will. Zu diesem Zweck führt sie seit 1930 jährliche Wochenendtreffen durch (Berkshire Conference of Women Historians, abgekürzt „Little Berks“ genannt). Seit 1973 veranstaltet die Organisation zusätzlich die Berkshire Conference on the History of Women, Genders and Sexualities (oder „Big Berks“), inzwischen im 3-Jahres-Rhythmus. Die „Big Berks“ gehört zu den größten historischen Konferenzen der USA und den größten Konferenzen für Frauen- und Geschlechtergeschichte weltweit.

## Geschichte
1884 wurde die American Historical Association (AHA), die Berufsorganisation für Historikerinnen und Historiker in den Vereinigten Staaten, gegründet. Frauen waren von Anfang als Mitglieder zugelassen, doch in den Führungsebenen der AHA blieben sie unterrepräsentiert. Generell wurden sie, wie damals bei berufsständischen akademischen Organisationen allgemein üblich, nicht als vollwertige Mitglieder behandelt. Ein Beispiel dafür waren die jährlichen „Smoker“-Veranstaltungen (informelle entspannte Treffen, bei denen geraucht wurde), die selbstverständlicher Teil der männlichen professionellen Kultur waren. Auch bei den AHA-Veranstaltungen gab es „Smoker“, die den männlichen Mitgliedern vorbehalten waren, während für die weiblichen Mitglieder zusammen mit den Ehefrauen der Mitglieder ein Teekränzchen angeboten wurde. Zwischen 1880 und 1930 wurden Frauen nur selten an koedukativen oder traditionell männlichen Institutionen als Lehrkräfte eingestellt. Für Historikerinnen gab es nur zwei Möglichkeiten für akademische Anstellungen: Frauenhochschulen (Vassar, Wellesley, Smith) und Institutionen am Rande des akademischen Lebens.
Ab 1917 waren Frauen zu den AHA-„Smokern“ zugelassen, doch nur wenige fühlten sich willkommen. Darüber hinaus waren sie von den einflussreichen informellen Wochenendtreffen, die zum Beispiel von dem langjährigen geschäftsführenden Herausgeber der American Historical Review und früheren AHA-Präsident John Franklin Jameson regelmäßig organisiert wurden, ausgeschlossen, weil ihre Anwesenheit die gewünschte Ungezwungenheit der Treffens stören würde. Auf der Rückfahrt von der AHA-Jahrestagung im Jahr 1929 stellten die Historikerinnen Louise Fargo Brown vom Vassar College und Louise Ropes Loomis vom Wells College fest, wie sehr sie den Austausch mit den anderen Historikerinnen geschätzt hatten, und überlegten, wie sie diesen fördern könnten. Daraufhin organisierten sie im Mai 1930 ein kleines Wochenendtreffen für Historikerinnen. Die Gruppe traf sich in Lakeville, Connecticut, unter dem Namen Lakeville History Conference. Bei diesem Treffen diskutierte die Gruppe die Nachteile, mit denen Frauen als Geschichtsdozentinnen an Colleges konfrontiert waren. Das waren vornehmlich die beschränkten Möglichkeiten des Stellenwechsels und der damit einhergehenden fehlenden Impulse und Weiterentwicklungsmöglichkeiten. Als Teillösung entwickelten sie die Idee von Austausch-Dozentinnenstellen, die sich jedoch wegen der kurz darauf ausbrechenden Großen Depression nicht realisieren ließ. Trotzdem stießen die jährlichen Treffen auf eine anhaltende Resonanz. 1934 wurden sie in Berkshire History Conference umbenannt, allgemein als „Berks“ abgekürzt.

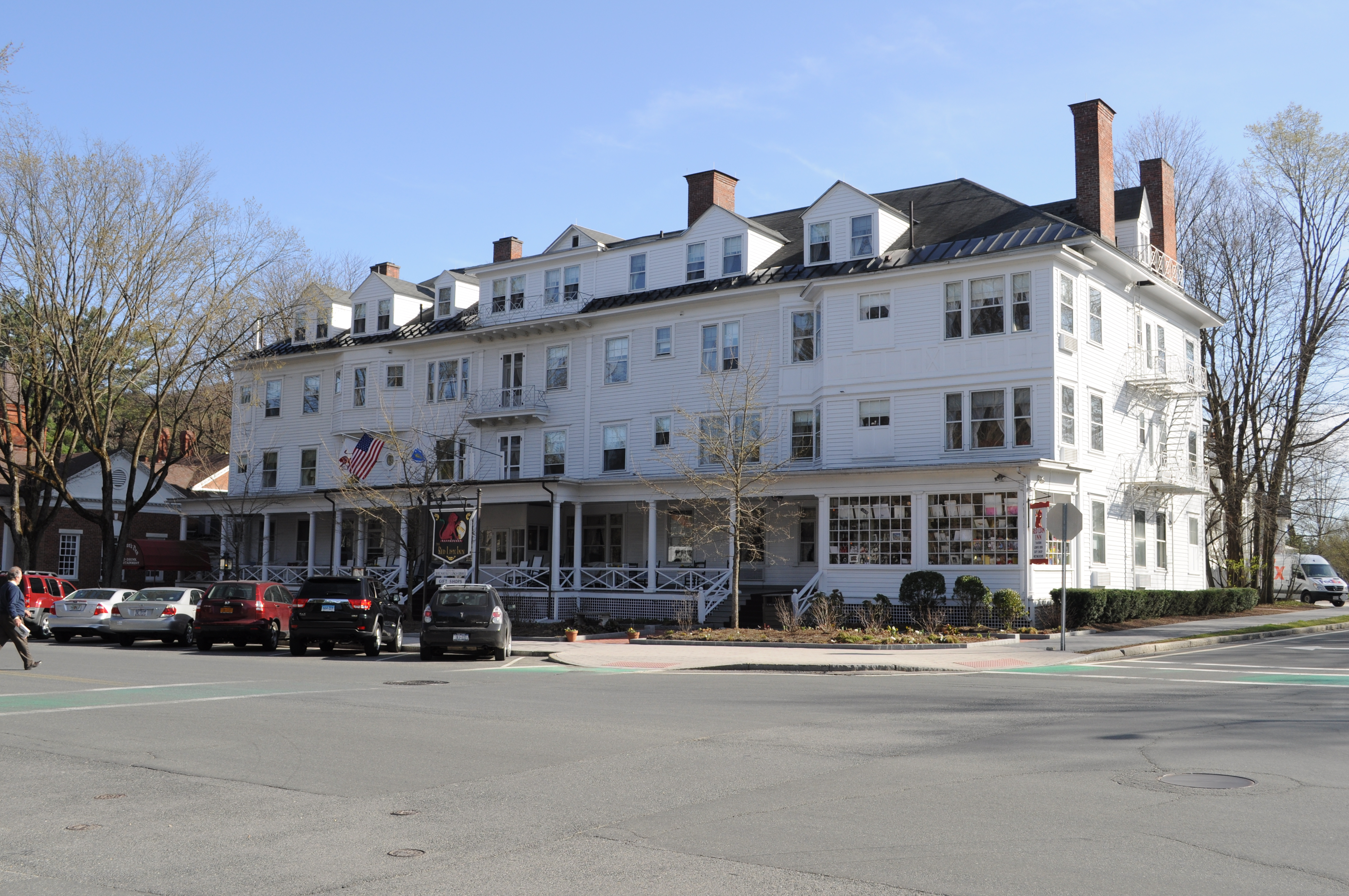
Red Lion Inn in Stockbridge, Massachusetts, in dem über viele Jahre die Berks-Treffen stattfanden

Von den 1930er bis zu den 1950er Jahren bestand die Gruppe aus bis zu fünfundzwanzig Frauen, die sich jedes Frühjahr für ein Wochenende trafen, meist in den Berkshire Mountains, und während des Jahres miteinander korrespondierten. Zudem versuchten sie auch, als Gruppe Einfluss auszuüben. So richteten sie bei den AHA-Jahrestagungen regelmäßig Frühstückstreffen für Historikerinnen aus, um ihre Sichtbarkeit innerhalb der AHA zu erhöhen und die Beziehungen zwischen den Frauen zu stärken. Ab Ende der 1930er Jahre bemühten sie sich um die Aufnahme von Frauen in die Komitees der AHA. Obwohl sie damit kaum erfolgreich waren, ließen sie in ihren diesbezüglichen Anstrengungen nicht nach. 1940 wurde ihre gemeinsame Lobbyarbeit mit anderen Gruppen durch die Wahl Nellie Neilsons zur Vize-Präsidentin gekrönt, die damit als nächste Präsidentin (ab 1943) gesetzt war. 1948 versuchten sie die Programmverantwortlichen der AHA-Tagung dazu zu bewegen, mehr weibliche Vortragende zum Zuge kommen zu lassen. Außerdem sollten die älteren Historikerinnen der Gruppe nun als Mentorinnen für die weiblichen Nachwuchskräfte dienen. 1950 gaben sie der Gruppe eine formale Satzung.
In den 1960er Jahren änderten sich die gesellschaftlichen Rahmenbedingungen. Der Staat begann das Versprechen der gleichen Rechte ernster zu nehmen und ergriff erste Maßnahmen, um Benachteiligungen abzubauen. Dazu gehörte, dass Hochschulen Frauen mittels Stipendien und verbaler Unterstützung aktiv ermutigten, zu promovieren. Parallel dazu entwickelte sich eine radikale Frauenbewegung. In dieser Zeit wurde die Berks-Gruppe durch die Aufnahme neuer Mitglieder wiederbelebt.
Bei der 42. Jahrestagung der Gruppe im Jahr 1972 schlugen die Geschichtsprofessorinnen Lois Banner und Mary S. Hartman vor, im Jahr darauf eine Sonderkonferenz über Frauengeschichte zu veranstalten (Berkshire Conference on Women History), um die Forschung über die Geschichte der Frauen zu unterstützen. Die Frauengeschichte war zu diesem Zeitpunkt von der akademischen Geschichtswissenschaft noch nicht voll akzeptiert. Zudem arbeiteten viele Frauenhistorikerinnen isoliert voneinander, da in den meisten historischen Abteilungen von Hochschulen sich bestenfalls eine Person mit der Frauengeschichte beschäftigte. Banner und Hartman organisierten die Konferenz mit einem kleinen Budget. Sie erwarteten bis zu hundert Teilnehmerinnen, doch am Ende hatten fast 600 Personen angemeldet teilgenommen und viele weitere waren ohne Anmeldung gekommen. Der Erfolg dieser Konferenz veranlasste die Berkshire Gruppe, zunächst zwei weitere Konferenzen auszurichten und nach deren großem Erfolg daraus eine Konferenzreihe zu machen. Um die Jahrestagungen von der Konferenzreihe abzugrenzen, etablierte sich für erstere der Begriff „Little Berks“ (der Langname war ab 1975 Berkshire Conference of Women Historians) und für zweitere „Big Berks“. Schon 1978 hatte sich die Big Berks-Konferenz zur drittgrößten historischen Konferenz in den USA entwickelt (nach den Jahrestagungen der AHA und der Organization of American Historians). Seit 1981 ist die Berkshire Conference of Women Historians als gemeinnützige Organisation nach US-Recht anerkannt.

## Organisation
Die Organisation wird von einer Präsidentin geführt, deren Hauptaufgabe es ist, die nächste Big Berks-Konferenz zu organisieren. Daneben setzt sie die Agenda der Organisation während ihrer dreijährigen Amtszeit. Die Wahl der Präsidentin findet während der Big Berks-Konferenz statt. Die Aufgaben der Vizepräsidentin umfassen die Leitung der Little Berks-Konferenz, die Mitgliederkommunikation und die Ausschüsse der Organisation. Weitere Amtsträgerinnen sind die Geschäftsführerin und die Schatzmeisterin. Die Amtsträgerinnen und das Kuratorium bilden gemeinsam den Exekutivausschuss.
Die Organisation veranstaltet die „Little Berks“-Treffen und die „Big Berks“-Konferenzen und vergibt Preise für historische Bücher und Artikel. Darüber hinaus sponsert sie das ganze Jahr über Treffen auf historischen Konferenzen. Über den AHA-Koordinierungsrat für Frauen in der Geschichte finanziert sie Stipendien für Doktorandinnen (den CCWH/Berkshire Graduate Student Award). Sie setzt sich für Frauen in der akademischen Welt im Allgemeinen und in der Geschichtswissenschaft im Besonderen ein und arbeitet zu diesem Zweck mit regionalen Organisationen für Frauengeschichte zusammen.

## Tagungen
Die Organisation führt regelmäßig zwei Arten von Konferenzen durch: die „Little Berks“ oder Berkshire Conference of Women Historians und die „Big Berks“ oder Berkshire Conference on the History of Women, Genders and Sexualities. „Conference“ in beider Namen hat unterschiedliche Bedeutungen. Die „Big Berks“ ist eine alle drei Jahre stattfindende Tagung, bei der Vorträge gehalten werden. Dagegen handelt es sich bei den „Little Berks“ um die Jahrestreffen der Vereinigung in der Form von Wochenendausflügen, bei denen Wandern, Konversation und geselliges Beisammensein zu den Hauptaktivitäten gehören. Dazu kommt eine Geschäftssitzung, Diskussionen über Themen des Berufsstandes und traditionell ein wissenschaftlicher Vortrag eines Mitglieds nach dem Abendessen. Die „Big Berks“ dienen der Förderung des Studiums der Frauengeschichte durch alle Historikerinnen und Historiker, unabhängig von ihrem Geschlecht, während die „Little Berks“ den Status von Frauen in ihrem Beruf und die Freundschaft zwischen Historikerinnen, unabhängig von ihrem Fachgebiet, fördern sollen.

### Big Berks-Konferenzen
Die Big Berks fanden zunächst jährlich, dann alle zwei Jahre statt. Seit 1978 werden sie alle drei Jahre organisiert.
- 1973 Douglass College an der Rutgers University mit 500 bis 600 Teilnehmenden,[13] Konferenzband Clio’s Consciousness Raised[14]
- 1974 Radcliffe College mit um die 2000 Teilnehmenden[13][12]
- 1976 Bryn Mawr College mit fast 1500 Teilnehmenden[15]
- 1978 Mount Holyoke College mit um die 1200 Teilnehmenden[11]
- 1981 Vassar College mit um die 1300 Teilnehmenden,[16] Konferenzband Women and the structure of society[17]
- 1984 Smith College mit um die 2000 Teilnehmenden[18][19]
- 1987 Wellesley College mit um die 2500 Teilnehmenden[20][21]
- 1990 Douglass College an der Rutgers University mit um die 2800 Teilnehmenden aus 15 Ländern[22][23]
- 1993 Vassar College mit um die 2500 Teilnehmenden aus 31 Ländern[24][25]
- 1996 University of North Carolina at Chapel Hill[26]
- 1999 University of Rochester
- 2002 University of Connecticut
- 2005 Scripps College
- 2008 University of Minnesota, Twin Cities
- 2011 University of Massachusetts Amherst
- 2014 University of Toronto[27]
- 2017 Hofstra University[27]
- 2020 Virtuelle Konferenz[27]
- 2023 Santa Clara University[27]

## Preise
Die Berkshire Conference of Women Historians vergibt jedes Jahr Preise in vier Kategorien:
- Berkshire Conference of Women Historians Book Prizes, vergeben seit 1968:
  - Ein erstes Buch, das sich wesentlich mit der Geschichte der Frauen, des Geschlechts und/oder der Sexualität befasst.
  - Ein erstes Buch in einem beliebigen Bereich der Geschichte, das sich nicht auf die Geschichte der Frauen, des Geschlechts und/oder der Sexualität konzentriert.
- Berkshire Conference of Women Historians Article Prizes, vergeben seit 1971:
  - Ein Artikel aus dem Bereich der Geschichte der Frauen, des Geschlechts und/oder der Sexualität.
  - Ein Artikel aus einem anderen Bereich der Geschichte als der Frauen-, Geschlechter- und/oder Sexualgeschichte.